# مدار رأس‌السرطان (فیلم ۱۹۷۰)
مدار رأس‌السرطان (انگلیسی: Tropic of Cancer) فیلمی در ژانر درام و زندگی‌نامه‌ای است که در سال ۱۹۷۰ منتشر شد. فیلم‌نامه این فیلم اقتباسی از رمانی به همین نام نوشته هنری میلر است.

## بازیگران
- ریپ تورن
- الن برستین
- فیل براون
- ماگلی نوئل
- ژینت لکلرک